# (38242) 1999 PB2
1999 بي بي 2 (ويعرف أيضًا باسم (38242) 1999 بي بي 2 وفق تسمية الكوكب الصغير) (بالإنجليزية: 1999 PB2)‏ هو كويكب ضمن حزام الكويكبات؛ وترتيبه 38242 من حيث الاكتشاف.
اكتُشف هذا الجُرم الفلكي بواسطة جون بروفتون في 10 أغسطس 1999.

## وصلات خارجية
- (38242) 1999 PB2 في قاعدة بيانات مختبر الدفع النفاث لأجرام النظام الشمسي الصغيرة

- الاكتشاف · مخطط المدار ·  العناصر المدارية · المعلمات المادية

- (38242) 1999 PB2 على موقع ويكي سكاي: DSS2, SDSS, GALEX, IRAS, Hydrogen α, X-Ray, Astrophoto, Sky Map, Articles and images